# Achai Gaon
Achai Gaon (también conocido como Ahai de Sabha o Aha de Sabha) fue uno de los Gueonim, un talmudista del siglo VIII de gran renombre. Goza de la distinción de ser el primer autor rabínico conocido después de la conclusión del Talmud.
Habiendo muerto el Gueonim de Pumbedita, Aha fue reconocido universalmente como el hombre más adecuado para sucederlo. Pero un rencilla personal con el exilarca Solomon bar Ḥasdai indujo al último a pasar sobre Aha y a designar a Natronai ben Nehemiah, secretario de Aha, un hombre considerablemente inferior en conocimientos y en requisitos generales. Altamente indignado por este desaire, el eminente erudito dejó Babilonia y se estableció en Palestina entre 752 y 753, donde se mantuvo hasta su muerte. A pesar de esto, Steinschneider (Cat. Bodl. s.v.), atribuye erróneamente 761 como el año de su muerte, aunque la fecha exacta permanece desconocida.
Debió haber sido en Israel donde Aha escribió su libro titulado שאלתות ("Quæstiones" con el sentido de digresiones), como el título manifiesta; para esta palabra en Arameo se emplea en sentido de  quœstio (la investigación científica de la materia) por los judíos de Israel solamente (Shab. 30a). "Sheilta" es de origen palestino, como muestran las palabras buẓina y bisha, que la acompañan como menciona S. Mendelsohn en su explicación de este término (Rev. Ét. Juives, xxxii. 56).